# Nesselsdorf B
Nesselsdorf B (укр. Нессельсдорф Б) — автомобіль фірми Nesselsdorfer Wagenbau-Fabriks-Gesellschaft (Австро-Угорщина, сьогодні Копрівніце, Моравія, Чехія). По аналогії до попередніх моделей звалась Нова Чотирьохмісна тип Б (нім. Neuer Vierer Type B).

## Історія
Розроблена 1902 модель була створена на основі досвіду будівництва моделі Nesselsdorf A. Як і попередник модель NW B отримала 2-циліндровий опозитний мотор об'ємом 3188 см³ і потужністю 12 к.с., розміщений під підлогою перед задньою віссю. За два роки збудували 31 шасі з кузовами типу купе, вантажним. Крім основної 4-місної моделі вирблялись 6- та 8-місні. На її базі було збудовано модель NW Е. Під переднім капотом розміщувались паливний бак, радіатор з резервуаром води.